# Straßenverkehrsordnung (Luxemburg)
Die Luxemburgische Straßenverkehrsordnung (französisch kurz: Code de la route) ist eine Zusammenstellung von Gesetzen, die in der ersten, heute noch maßgeblichen Form am 14. Februar 1955 in Kraft getreten sind und Bestimmungen über den Verkehr auf Straßen mit öffentlichem Verkehr für alle Verkehrsteilnehmer enthält. Diese Bestimmungen werden ergänzt durch Ausführungsbestimmungen vom 23. November 1955 und weitere Gesetze. Die Bestimmungen wurden mehrfach novelliert.
Die luxemburgische Straßenverkehrsordnung bildet zusammen mit weiteren Straßenverkehrsregeln auf über 1000 Seiten weitestgehend das Straßenverkehrsrecht ab und gilt grundsätzlich ohne Einschränkungen auch für ausländische Fahrzeuge und Fahrzeugführer, die sich in Luxemburg befinden und am Straßenverkehr teilnehmen. Die luxemburgische Straßenverkehrsordnung ist grundsätzlich in Artikel und Paragraphen und Absätze bzw. Ziffern oder Buchstaben untergliedert.

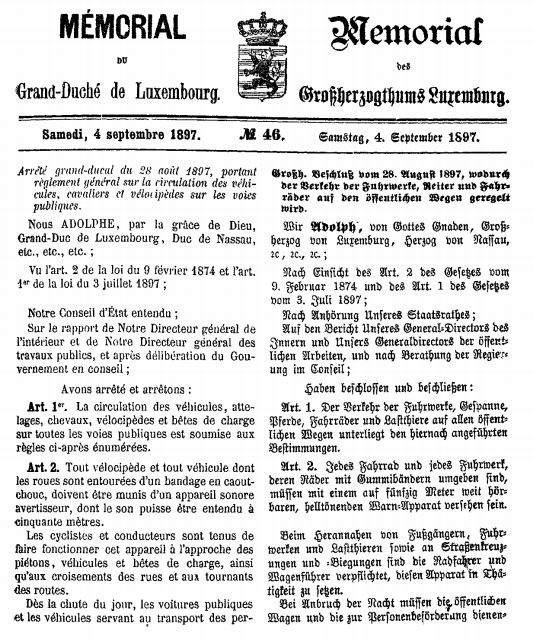
Der erste „Code de la route“ von 1897

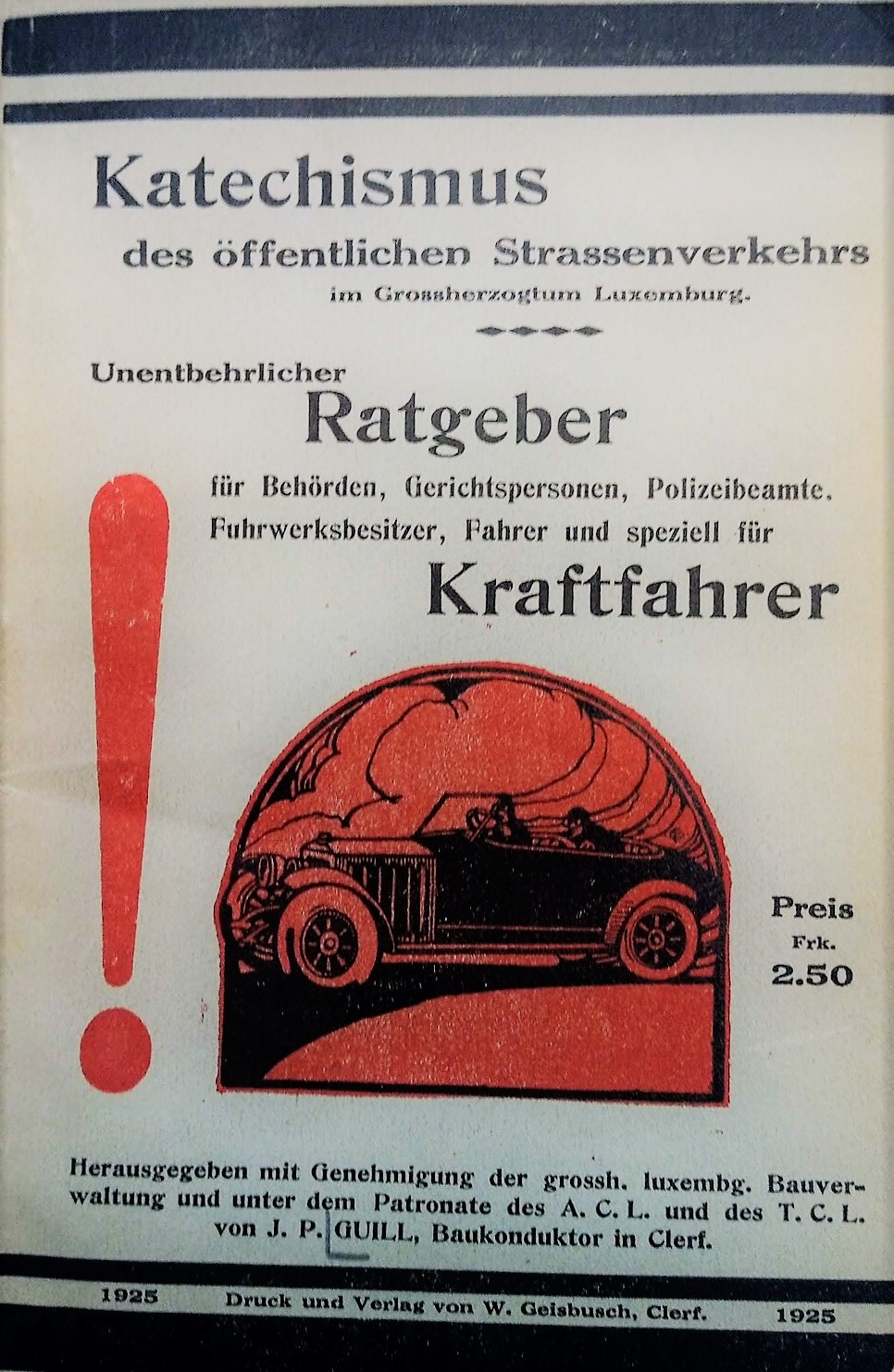
„Katechismus“ von 1925 mit den wichtigsten Regeln zum Straßenverkehr

## Name
Der in Luxemburg gebräuchliche Name: Code de la route wurde ursprünglich für ein Handbuch verwendet, welches von der Sécurité routière (einem Verkehrssicherheitsverband) herausgegeben wird. Gleichzeitig wird die Bezeichnung, ähnlich wie in Frankreich (Code de la route en France) und Belgien (Code de la route en Belgique), auch für das gesamte Verkehrsregelwerk in Luxemburg verwendet. Offiziell wird in der Veröffentlichung die Zusammenstellung der Gesetze abgekürzt als Recueil de Législation Routière (etwa de.: Sammlung von Straßenverkehrsbestimmungen).

## Geschichte
Auf den 28. August 1897 datiert ein großherzoglicher Beschluss, durch welchen der Verkehr der Fuhrwerke, Reiter und Fahrzeuge auf öffentlichen Wegen erstmals in Luxemburg einheitlich geregelt wurde. Es wird dies auch als Geburtsstunde der luxemburgischen Straßenverkehrsordnung bezeichnet. Diesem Beschluss sind emotionale Diskussionen im Parlament vorangegangen.
Am 18. Mai 1902 erfolgte die erste maßgebliche Änderung.
Am 7. Januar 1903 wurde in Luxemburg der erste Führerschein für Joseph Glesener, ein Ingenieur der Straßenbauverwaltung, ausgestellt.
Die Regelungen von 1897 und 1902 wurden am 10. Juni 1932 durch ein neues Gesetz ersetzt, das mit Unterbrechung während der deutschen Besatzungszeit, bis 1955 gültig war, als eine größere Überarbeitung vorgenommen wurde. 1932 erfolgte auch ein erster Versuch, die komplexen Bestimmungen in knapper Form zu erklären, und es wurde von Jean-Pierre Guill der Katechismus des öffentlichen Straßenverkehrs veröffentlicht. Vom 1. Januar 1941 an galt die deutsche Straßenverkehrsverordnung vom 13. November 1937 für einige Jahre in Luxemburg.
Die luxemburgische Straßenverkehrsordnung in der Grundfassung vom 14. Februar 1955 ist somit eine Weiterentwicklung des Gesetzes vom 10. Juni 1932. Auch diese Bestimmungen wurden seither immer wieder novelliert.
1966 erfolgte eine Volksausgabe der Straßenverkehrsordnung durch Sécurité routière a.s.b.l. (1960 gegründet), welche als Code de la route populaire bezeichnet wurde (kurz: Code de la route). Es werden darin gerafft und vereinfacht die Verkehrsregeln und die Beschilderung erklärt. Das Handbuch in einer Auflage von 2000 bis 3000 Exemplaren wird bis heute im Zwei-Jahres-Rhythmus neu herausgegeben, abwechselnd in Deutsch und Französisch. Von Fahrlehrern wurden eigene Versionen in weiteren Sprachen publiziert.

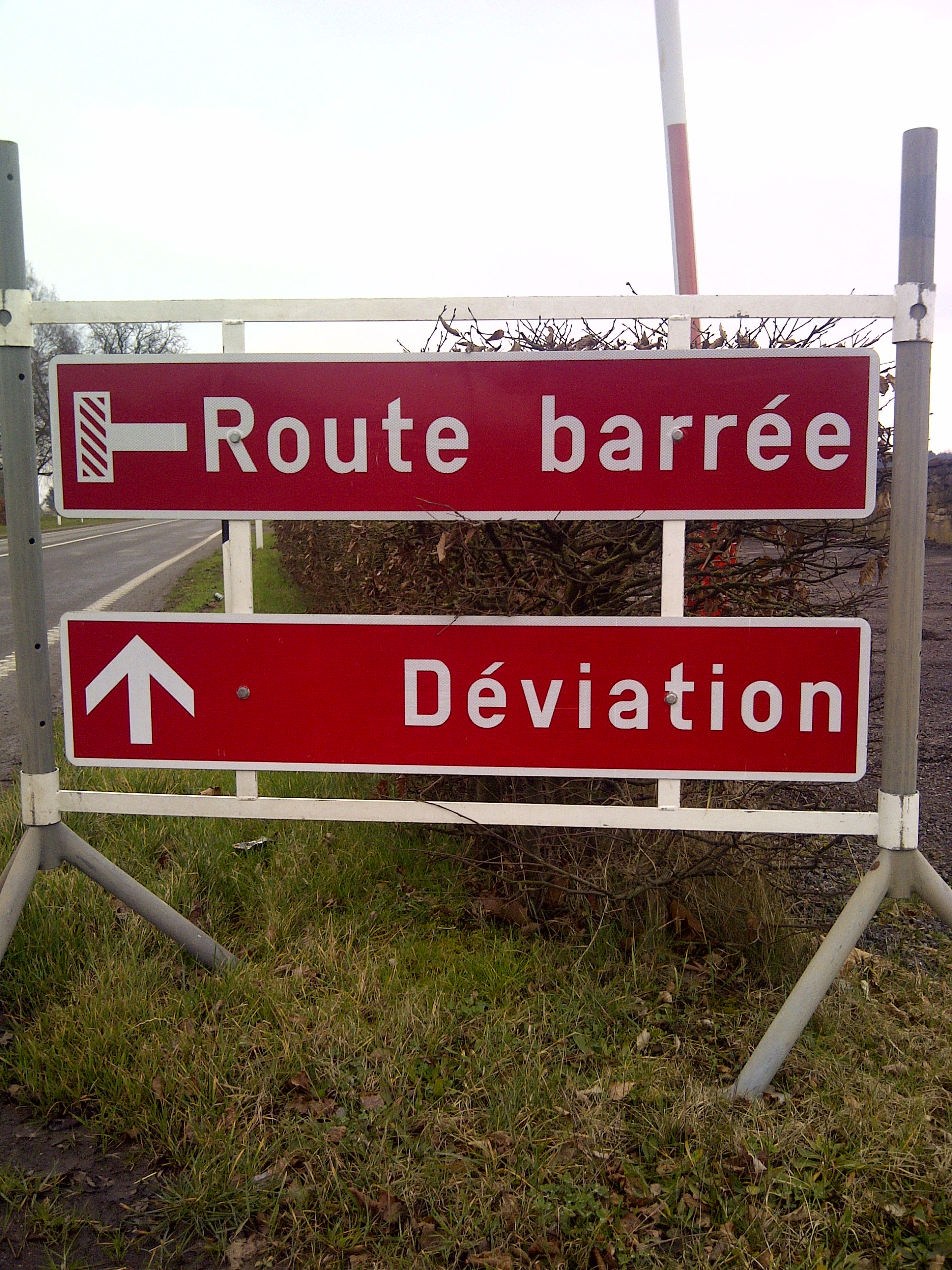
Verkehrszeichen E,22b „Strecke gesperrt – Umleitung“ des Luxemburger Code de la Route

Das Verkehrszeichen E,22b und das Verkehrszeichen E,22ba sind Warnzeichen der  luxemburgischen Straßenverkehrsordnung, die eine Umleitung ankündigen. Das Zeichen E,22ba kann auch ein Ortsziel oder den Namen einer Straße anzeigen.